# Đura Sentđerđi
Đura Sentđerđi né en 1900 à Sombor (alors en Autriche-Hongrie) et mort en 1980 en Argentine est un nageur et poloïste yougoslave ayant participé aux Jeux olympiques de 1924 à Paris.

## Biographie
Đura Sentđerđi est né en 1900 à Sombor (alors en Autriche-Hongrie). Après l'indépendance, il devient le premier champion de Yougoslavie des 100 et 1 500 mètres nage libre en 1921, établissant par la même occasion les records nationaux. L'année suivante, il devient champion des 400 et 1 500 mètres nage libre.
C'est sur ces deux distances (400 et 1 500 mètres) qu'il est engagé lors des Jeux olympiques de 1924 à Paris. Il est forfait sur le 1 500 mètres nage libre. Il est éliminé dès les séries sur le 400, terminant dernier de sa course en 6 min 41 s 4.
En 1930, il émigre en Argentine où il devient la même année champion sur le 50 mètres nage libre.